# Douja d'Or

Il logo della Douja d'Or.

La Douja d'Or è un concorso enologico a carattere nazionale che si tiene tutti gli anni a settembre nella città di Asti.
La Douja (in grafia piemontese moderna doja, pronunciato "dùja") è un antico e panciuto boccale piemontese. Ad essa è legata anche il nome della maschera settecentesca Gianduja. Dice la tradizione che deriverebbe da un arguto e furbo contadino di Callianetto, un paese in provincia di Asti, soprannominato Gioann dla doja perché nelle osterie chiedeva sempre na doja, cioè un boccale di vino. Il suo nome fu presto abbreviato in Gianduja e divenne la popolare maschera piemontese.

## La Douja d'Or nel dettaglio
La manifestazione, nata nel 1967, è realizzata dall'Azienda Speciale per la Promozione e la Regolazione del Mercato della Camera di commercio di Asti, con lo scopo di promuovere la conoscenza e l'apprezzamento delle migliori produzioni vitivinicole italiane, educando i consumatori nella scelta dei vini.
Ogni anno viene bandito un concorso nazionale per vini D.O.C. e D.O.C.G. Le commissioni di esperti e tecnici  dell'ONAV, dopo un'attenta selezione, assegnano il premio "Douja d'Or" ai vini che hanno raggiunto il punteggio di 85/100. Queste etichette potranno fregiarsi del bollino "Douja d'Or", mentre solamente a coloro che avranno superato i 90/100 andrà l'Oscar della Douja.
È una  manifestazione che dura 10 giorni del "Settembre astigiano", collocata tra il festival delle sagre (secondo fine settimana di settembre) ed il Palio (terza domenica di settembre).
Durante i giorni di apertura, si possono acquistare e degustare i vini premiati al concorso. La manifestazione non è soltanto una vetrina di vini prestigiosi, ma un importante appuntamento con mostre, eventi, incontri, concerti e con i raffinati menù della cucina d'autore piemontese (i piatti d'autore).
Dal 2000 al 2010 le edizioni della Douja d'Or si sono svolte nell'ottocentesco Palazzo del Collegio, nel centro storico di Asti. Dal 2011 la manifestazione si svolge presso il Palazzo dell'Enofila.
Per il secondo anno consecutivo, l'edizione 2012 (che ha festeggiato i 40 anni del Concorso nazionale dei vini selezionati) si è tenuta da venerdì 7 a domenica 16 settembre, presso il Palazzo dell'Enofila. Durante la rassegna, novità di rilievo è stata la manifestazione Suoni diVini - Il vino tra parole e canzoni, evento voluto ed organizzato dal giornalista musicale e assessore alla Cultura Massimo Cotto: ogni sera sono intervenuti noti cantanti che hanno anche parlato del loro rapporto tra musica e cucina. Dal 2014 questo spazio e contenitore si è rafforzato ulteriormente, avvalendosi infatti della preziosa collaborazione e partnership con Collisioni Festival (la manifestazione musicale che si tiene a luglio nella vicina Barolo), sempre all'insegna di incontri, spettacoli e riflessioni con i grandi protagonisti della musica e della cultura italiana.
In considerazione del suo significato per la promozione dell'economia locale e per la valorizzazione del territorio e di uno dei suoi prodotti d'eccellenza, la manifestazione fin dal 2001 ha ottenuto l'Alto Patronato della Presidenza della Repubblica.

## Sezioni speciali
Per diversi anni la manifestazione ha dedicato una sezione speciale per le produzioni enogastronomiche di un Paese estero. Ha ospitato l'Australia nel 2003, il Sudafrica nell'edizione 2004, il Portogallo nel 2005, l'Argentina e la Grecia nel 2006. Nell'edizione 2009, la scelta cadde inevitabilmente sulla regione Abruzzo, dopo il gravissimo terremoto subìto il 6 aprile. Analoga iniziativa è stata intrapresa anche nell'edizione 2012, dove ospite d'onore è stata l'Emilia-Romagna, regione gravemente colpita dal terremoto del 20 e 27 maggio di quell'anno. Negli ultimi anni, si è cercato di valorizzare il territorio aggiungendo al concorso le Rassegna della Douja della Barbera e della Douja dell'Asti in modo da promuovere i due prodotti leader di Asti: la Barbera e l'Asti Spumante. Per favorire la promozione della gastronomia astigiana, dieci tra i migliori chef di Asti, nell'arco della durata della manifestazione, preparano altrettanti piatti tipici che possono essere degustati in abbinamento ai vini astigiani. Infine un'altra iniziativa di successo è rappresentata dalle "Serate d'Assaggio", degustazioni guidate di prodotti tipici del territorio astigiano.